# Hans-Jürg Käser
Hans-Jürg Käser (* 6. September 1949 in Langenthal) ist ein Schweizer Politiker der FDP und war von 2006 bis 2018 Regierungsrat des Kantons Bern.

## Leben
Käser besuchte die Schulen in Langenthal und absolvierte die Matura Typus E an der Kantonsschule Olten. Ab 1968 studierte er Philosophie und Geschichte an der Universität Bern. Es folgten Auslandsaufenthalte in Montpellier, Dijon und im Vereinigten Königreich. Danach war er Sekundarlehrer in Küssnacht am Rigi und Langenthal und schliesslich von 1990 bis 1994 Rektor des Untergymnasiums in Langenthal.
Vom 1. Januar 1995 bis zum 31. Mai 2006 war er hauptamtlicher Stadtpräsident von Langenthal. Gleichzeitig gehörte er von 1998 bis 2006 dem Grossen Rat des Kantons Bern an, davon die letzten zwei Jahre als Präsident der FDP-Fraktion. Ab dem 1. Juni 2006 war er Regierungsrat des Kantons Bern und stand der Polizei- und Militärdirektion vor. Zum 31. Mai 2018 ging er in Pension.
Von der politischen Plattform des Sicherheitsverbundes Schweiz wurde Hans-Jürg Käser zum Übungsleiter der Sicherheitsverbundsübung 19 bestimmt.